# Antonio Biffi
Antonio Biffi (Venècia, 1666 - idem. 1732 o 1736), fou un compositor i mestre de capella italià.
Biffi probablement estudià amb Giovanni Legrenzi. Se sap amb certesa que el juliol de 1692, Biffi era cantant en el cor de la capella Markuskirkas. Després de tan sols una setmana, se l'assignà com ajudant de capella, del mestre Partenio, el qual morí el 1701. Biffi presentà una sol·licitud per aconseguir la vacant; a mes d'ell, els altres pretendents foren; el segon mestre de capella Carlo Francesco Pollarolo, Antonio Lotti i Benedetto Vinaccesi, tpts organistes de la Basílica. Biffi fou elegit i noemenat oficialment el 5 de febrer de 1702; ocupà el càrrec de director de la capella fins a la seva mort. Com el seu antecessor Partenio va tenir èxit com a director d'orquestra i mestre del cor del Conservatori de Mendicants. Entre els seus alumnes tingué a Giovanni Battista Ferrandini, Domenico Alberti i Daniel Gottlieb Treu.
Antonio Biffi va escriure principalment música d'església, en un estil clarament influenciat per l'escola veneciana expressiva i acolorida.

## Llista no completa de les seves obres
- Il figliuol prodigo (oratori, llibret de R. Ciallis, 1769, Venècia, perdut)
- Maná en el deserto (oratori, 1723, Venècia, perdut)
- 6 Salmi (Salmer)
- Ecce quam bonus por 2 voci
- Un exquisito con meum por 2 voci
- Miserers por 4 voci e violini, viole e organo
- Natus en ludea por 3 voci e bajo continuo
- Quia laetatus por 2 voci e basso continuo
- Repleti prius por 2 voci e organo
- Varias ferias y mensajeros
- Más motetes.

Diversos quadres d'església,
3 cantates mundanes: Amante moribondo, Adorar beltà, La primavera.